# Ssamjang

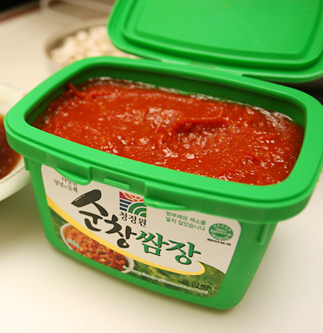
Ssamjang

Ssamjang (쌈장), is een saus uit de Koreaanse keuken waar het vaak wordt gebruikt als dipsaus bij gerechten als galbi en samgyeopsal. 
De saus wordt bereid uit doenjang, gochujang, sesamolie, ui, knoflook en lenteui. De saus wordt ook kant-en-klaar verkocht. 